# Хёне, Хайнц
Хайнц Хёне (нем. Heinz Höhne; 1926, Берлин — 27 марта 2010, Гросхансдорф) — немецкий журналист и писатель.

## Биография
Хайнц Хёне вырос в Берлине. В конце Второй мировой войны был призван на службу в вермахт, служил солдатом в танковом корпусе «Великая Германия». После войны учился на журналиста в Мюнхенском университете, работал свободным журналистом во многих печатных изданиях. В 1955 году был приглашён на постоянную работу в зарубежную редакцию новостного журнала Der Spiegel, где позднее возглавил отдел Великобритании и США. В журнале Хёне считался специалистом по секретным службам и педантичным экспертом в расследованиях. После скандала, связанного с уголовным преследованием сотрудников журнала, Хёне два года своей работы посвятил поиску доказательств того, что сведения, использованные в журнальной статье, из-за которых разразился скандал, уже публиковались ранее в других изданиях. На это время руководство отделом зарубежной редакции Хёне передал одному из своих коллег. В ходе расследования Хёне обнаружил документы, освободившие Курта Георга Кизингера от обвинений в нацистских убеждениях, что позволило тому в конечном счёте занять кресло федерального канцлера ФРГ. До 1991 года Хёне являлся главным редактором журнала, в последние годы руководил редакцией серийных изданий. Считался последовательно консервативным журналистом.
Большую известность Хёне обеспечили его подробные исследования по истории Третьего рейха, в частности, истории СС, проведённые благодаря серии статей в журнале в 1966 году. В ходе подготовки книги Хёне в течение двух лет ознакомился с более чем 70 тыс. документов, например, из Главного архива НСДАП. Хотя его сочинения в настоящее время уже не соответствуют современному уровню знаний, они по-прежнему переиздаются без изменений. Книга Хёне о СС считается классической работой по истории СС, несмотря на некоторые недостатки, связанные с тем, что автор слишком доверял словам офицеров СС, с которыми он лично был знаком. Непроверенное воспроизведение истории, изложенной бывшими руководителями СС, подверглось критике со стороны многих учёных. Главной ошибкой Хёне считается ошибочное утверждение о том, что войска СС не имели никакого касательства к концентрационным лагерям, как то было заявлено в Der Spiegel в 1966 году. Помимо истории СС Хайнц Хёне занимался изучением дела Фрича — Бломберга и коррупционными делами в Германии, в 1976 году он писал о
Канарисе, в 1972 — о «Красной капелле». В 1983 году Хёне написал серию статей, посвящённых приходу к власти национал-социалистов, по мотивам которых была издана отдельная книга.

## Сочинения
- Der Orden unter dem Totenkopf — Die Geschichte der SS. Verlag Mohn 1967. Viele Auflagen folgten, z.B. 2002 ISBN 3-572-01342-9; die letzte im Bassermann Verlag 2008. Keine dieser Auflagen wurde überarbeitet oder auf Fehler hin korrigiert.
- Kennwort Direktor. Die Geschichte der Roten Kapelle. (1. Auflage 1970) S. Fischer Verlag: Frankfurt am Main 1991, ISBN 3-10-032501-X.
- Canaris: Patriot im Zwielicht. München: Bertelsmann 1976, 1984, ISBN 3-570-01608-0.
- Der Krieg im Dunkeln. Macht und Einfluss der deutschen und russischen Geheimdienste. Bertelsmann, München 1985, ISBN 3-570-05667-8.
- Gebt mir vier Jahre Zeit. Hitler und die Anfänge des Dritten Reichs. Econ 1991 (als: Zeit der Illusionen — Hitler und die Anfänge des Dritten Reichs 1933—1936.) Ullstein 1996, 1999, ISBN 978-3550070952.
- Mordsache Röhm — Hitlers Durchbruch zur Alleinherrschaft 1933—1934. Rowohlt, Reinbek 1984, ISBN 3-499-33052-0.
- mit Hermann Zolling: Pullach intern — General Gehlen und die Geschichte des Bundesnachrichtendienstes. Hoffmann und Campe, Hamburg 1971, ISBN 3-455-08760-4.
- Machtergreifung — Deutschlands Weg in die Hitler-Diktatur. Rowohlt, Reinbek 1983, ISBN 3-499-33039-3.